# Vier-Nationen-Turnier 2015
Das Vier-Nationen-Turnier 2015 („BaoAn Cup“) für Frauenfußballnationalteams fand zwischen dem 11. und 15. Januar in der chinesischen Stadt Shenzhen statt. Alle Spiele wurden im Shenzhen Bao'an Sports Center ausgetragen. Mit Kanada, das zum fünften Mal teilnahm, nahm nur eine Mannschaft aus den Top 10 der FIFA-Weltrangliste teil, mit Gastgeber China aber der Titelverteidiger. Mexiko nahm zum dritten und Südkorea zum vierten Mal teil. Alle vier Teilnehmer hatten sich für die WM in Kanada qualifiziert und nutzten das Turnier zur Vorbereitung. Die kanadische Mannschaft konnte das Turnier zum ersten Mal gewinnen. Als wertvollste Spielerin (MVP) wurde die Kanadierin Christine Sinclair ausgezeichnet, die mit drei Toren auch Torschützenkönigin wurde.

## Spielergebnisse
| Pl. | Land     | Sp. | S | U | N | Tore    | Diff. | Punkte |
| --- | -------- | --- | - | - | - | ------- | ----- | ------ |
| 1.  | Kanada   | 3   | 3 | 0 | 0 | 006:300 | +3    | 09     |
| 2.  | Südkorea | 3   | 2 | 0 | 1 | 006:500 | +1    | 06     |
| 3.  | China    | 3   | 0 | 1 | 2 | 003:500 | −2    | 01     |
| 4.  | Mexiko   | 3   | 0 | 1 | 2 | 002:400 | −2    | 01     |

|                 |   |          |           |
| 11. Januar 2015 |   |          |           |
| China           | – | Mexiko   | 0:0       |
| Kanada          | – | Südkorea | 2:1 (0:1) |
| 13. Januar 2015 |   |          |           |
| China           | – | Südkorea | 2:3 (2:1) |
| Kanada          | – | Mexiko   | 2:1 (0:0) |
| 15. Januar 2015 |   |          |           |
| Südkorea        | – | Mexiko   | 2:1 (1:0) |
| China           | – | Kanada   | 1:2 (1:0) |

## Torschützinnen
1. Christine Sinclair (CAN) – 3 Tore
2. Jeon Ga-eul, Ji So-yeon (KOR), Charlyn Corral (MEX) – je 2 Tore
3. Janine Beckie, Kadeisha Buchanan, Adriana Leon (CAN), Jang Jiali, Gu Yasha, Li Yin (CHN), Yeo Minji, Yoo Young-ah (KOR) – je 1 Tor